# Nowy Klasycyzm

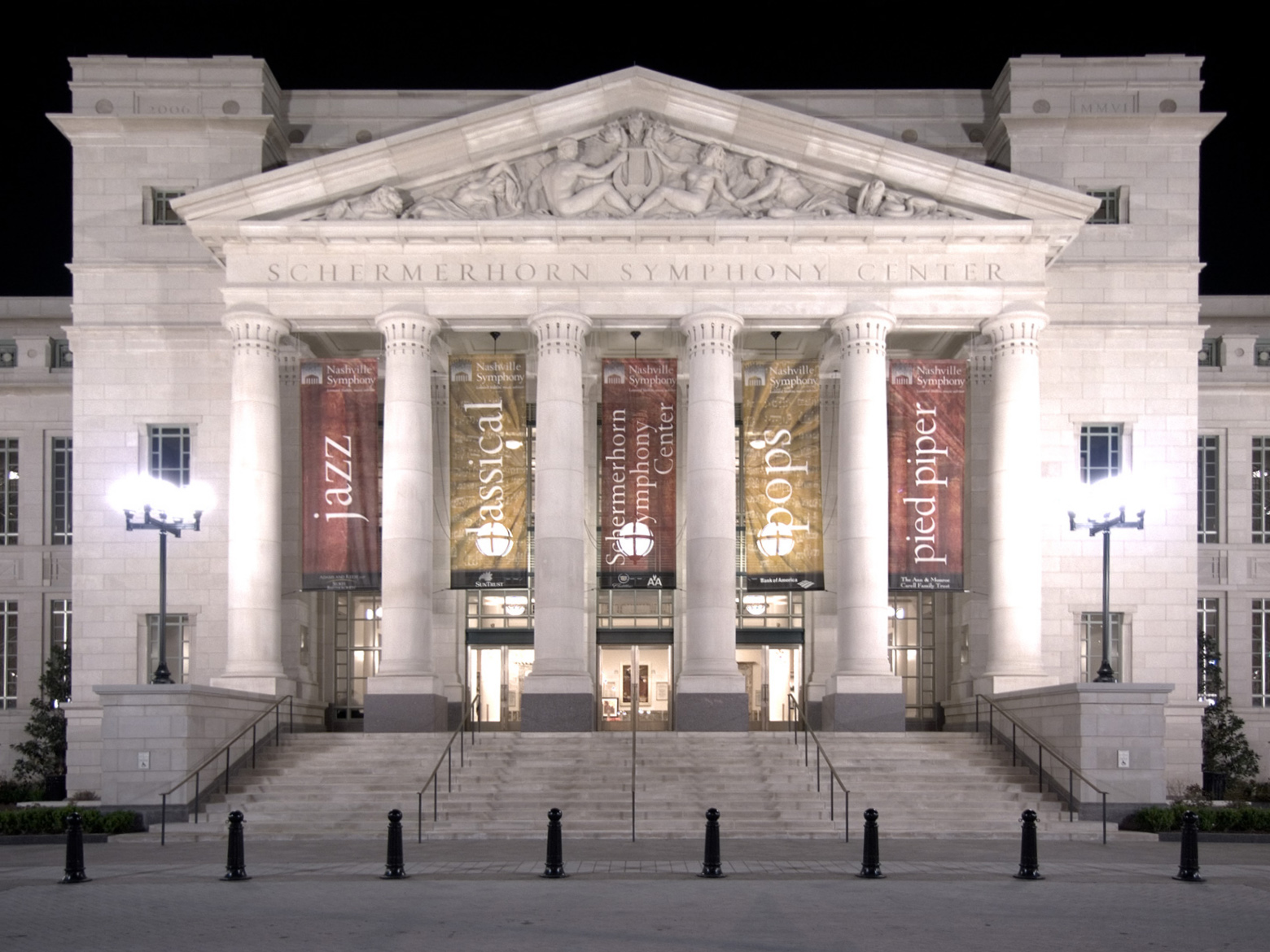
Schermerhorn Symphony Center w Nashville – otwarte w 2006 roku

Nowy Klasycyzm – kierunek, tendencja w architekturze, nawiązująca do klasycznych tendencji myśli architektonicznej i czerpiąca inspirację z osiągnięć antyku oraz renesansu.
Nowy Klasycyzm nie jest jednolitym stylem architektonicznym – może pojawiać się w różnych formach. Współczesne budynki klasyczne są nieraz opisywane – co nie jest zbyt prawidłowe – jako zgodne z założeniami architektury tradycyjnej, architektury historyzmu oraz klasycyzmu. W rzeczywistości stanowią one specyficzną kontynuację tych architektonicznych stylów historycznych. Niektórzy teoretycy postrzegają Nowy Klasycyzm jako element ruchów takich jak postmodernizm czy New Urbanism, które przyczyniły się do zainteresowania historycznymi formami w ogóle, a także do otwartości na przyswajanie tradycyjnych metod projektowania urbanistycznego i architektonicznego.
Współczesne budynki zbudowane w klasycznej stylistyce, które są niejako echem nowożytnych, nowoczesnych ruchów takich jak secesja, art déco, streamline moderne czy ekspresjonizm, mogą być określane jako przykłady Nowego Klasycyzmu.

## Historia

### Rozwój ruchu w Europie

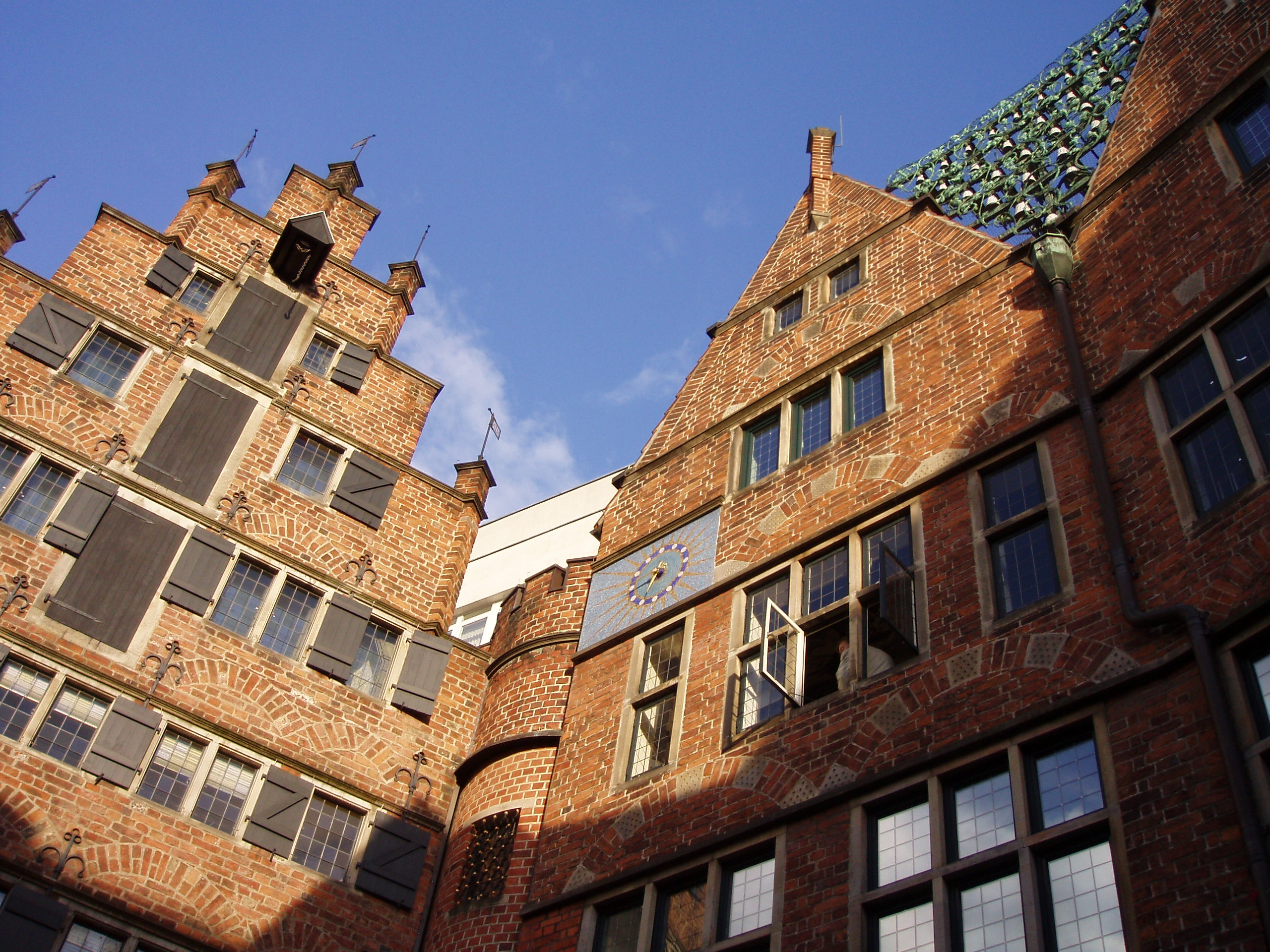
Böttcherstraße w Bremie, Niemcy – pochodzący z lat 1920/30 przykład wpływu ekspresjonizmu na regionalną odmianę gotyku ceglanego

Nadrzeczna zabudowa w Richmond w Londynie zaprojektowana przez Quinlana Terry’ego (1984–87)

Na początku XX wieku historyzm i secesja nadal były dominującymi stylami w Niemczech. Austriacki architekt Adolf Loos krytykował tego typu architekturę i żądał całkowitej rezygnacji ze zdobień w eseju z 1913 roku pt. Ornament i zbrodnia. Wraz z powstaniem brytyjskiego ruchu Arts and Crafts Movement zamajaczyło na horyzoncie zderzenie wizji architektonicznych „modernistów” i „tradycjonalistów”. Gdy następował rozwój pierwszych dużych ruchów modernistycznych w Niemczech, takich jak Werkbund czy Bauhaus narodziło się pragnienie aby kontynuować i rozwijać klasykę w architekturze. Od 1904 roku aż do około 1955 roku w Niemczech dużym powodzeniem cieszył się koncentrujący się na ludowych tradycjach styl Heimatschutz. Przykładami realizacji dokonanych w tym nowym, klasycznym stylu są Muzeum w Hamburgu, Prinzipalmarkt w Münster czy rynek we Freudenstadt. Z kolei Böttcherstrasse w Bremie daje przykład podejścia do regionalnej odmiany gotyku ceglanego architektury ekspresjonizmu. Po II wojnie światowej, architekci, tacy jak Adolf Abla, Roderich Fick, Konstanty Gutschow, Werner March, Paul Schmitthenner, Julius Schulte-Frohlinde i Rudolf Wolters pomagali w odbudowie zniszczonych niemieckich miast, wykorzystując w projektach nowych budynków Heimatschutz i inne tradycyjne style. Także we wschodnioniemieckim socrealizmie były próby regionalizacji nowej architektury, za przykłady mogą służyć Frankfurter Tor w Berlinie (inspirowane klasycyzmem Schinkla), Altmarkt w Dreźnie (interpretacja drezdeńskiego baroku) i Lange Straße w Rostocku (zainspirowana regionalnym gotykiem ceglanym).
W latach 60. i 70. architekt Raymond Erith nadal projektował klasyczne domy w Anglii, pomimo istnienia prężnego ruchu modernistycznego. Quinlan Terry, „New Classical architect”, który praktykuje z synem Francisem Terry, był pracownikiem a później partnerem Eritha. Gdy Erith zmarł, zaczął być uważany za jego następcę. Ponadto w latach 70. kilku młodych architektów w Europie zaczęło kwestionować modernistyczne propozycje w architekturze i planowaniu. Wychodząc im naprzeciw Léon Krier i Maurice Culot założyli Archives d’Architecture Moderne w Brukseli i zaczęli publikować krytyczne teksty w odniesieniu do modernistycznych reguł. Prace Kriera i innych osób zostały zaprezentowane w USA przez redakcję Andreasa Papadakisa. W Wielkiej Brytanii są finansowane przez króla Karola III, a zwłaszcza przez związaną z nim fundację The Prince's Foundation for Building Community.

### W Stanach Zjednoczonych

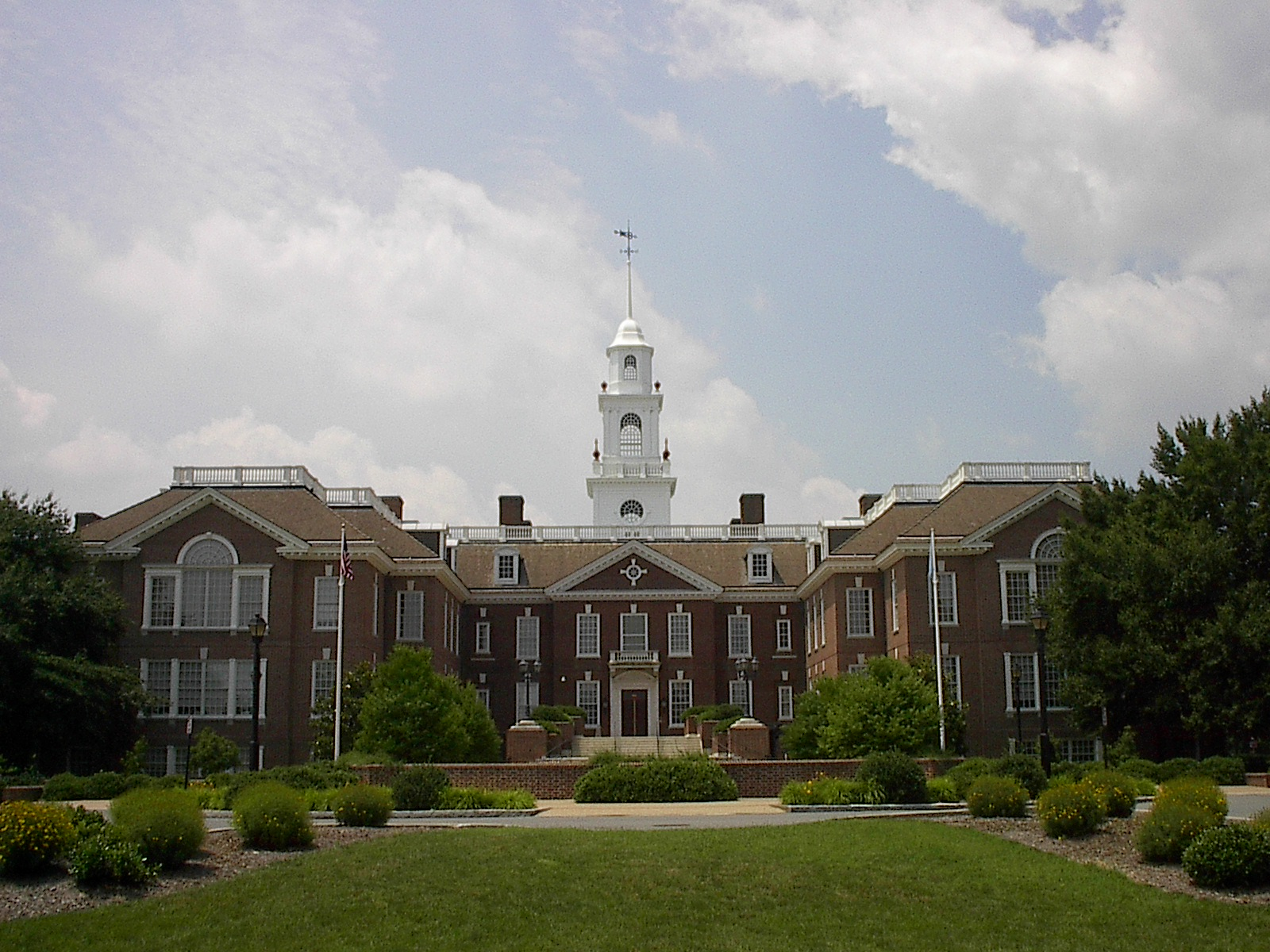
Delaware State Capitol (E. William Martin, 1933), przykład stylu kolonialnego, kontynuującego klasyczną architekturę w USA

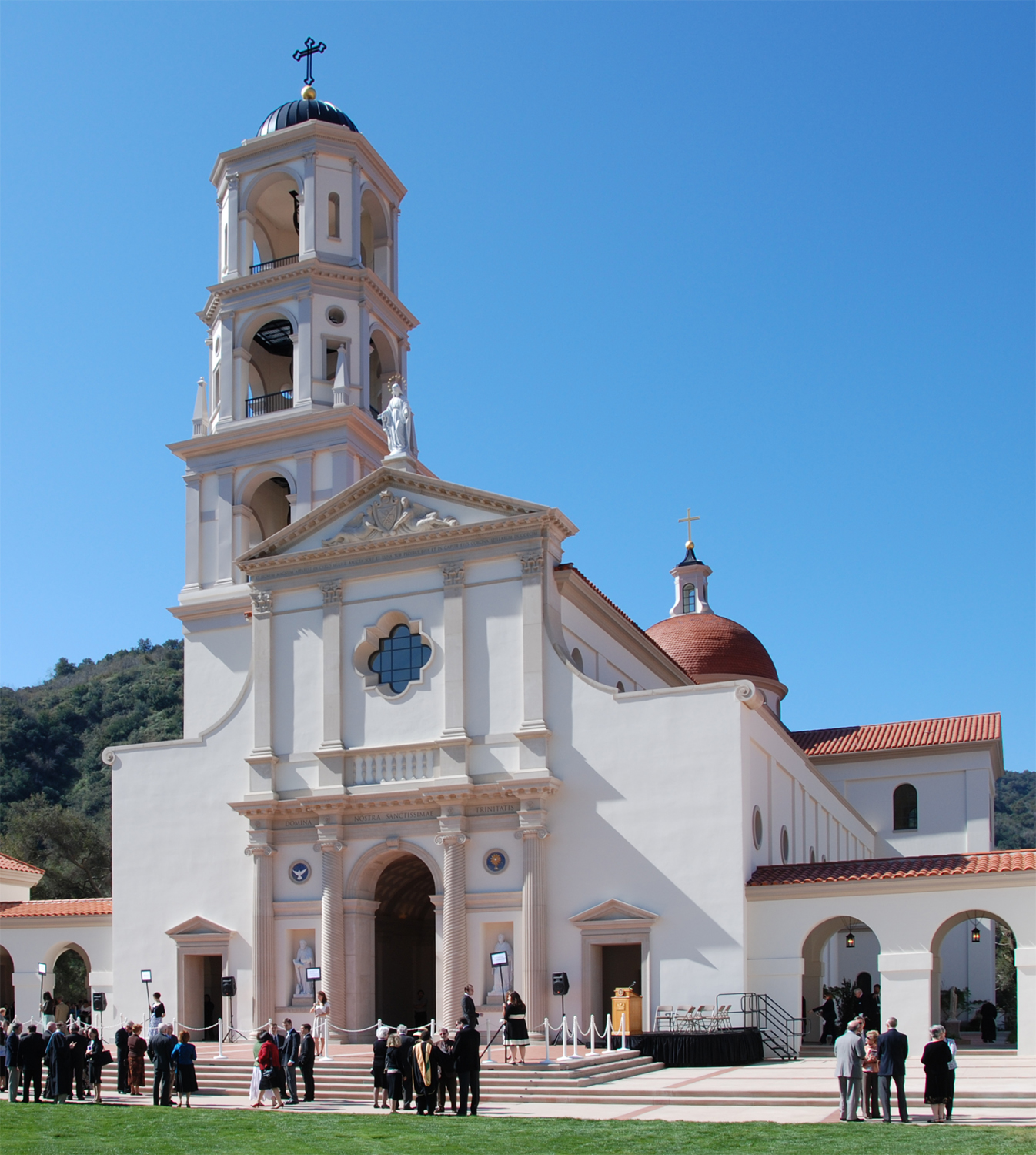
Kaplica w Thomas Aquinas College projektu Duncana Stroika (ukończony w 2009 roku)

Głównie w południowej części Stanów Zjednoczonych, ale również w innych częściach, nadal istnieje zapotrzebowanie (jego apogeum przypadło na okres od lat 30. do lat 80.) na tradycyjne i klasycznie zaprojektowane domy mieszkalne, obiekty kultu religijnego oraz różne budynki pełniące funkcje komercyjne lub instytucjonalne, które jest zaspokajane przez grupę architektów, niekiedy całkowicie poświęcających się klasycznym stylom architektonicznym (mimo znaczących wpływów modernizmu na współczesną architekturę). Wykształcenie takich architektów zapewnia wiele amerykańskich uniwersytetów, w których na kierunkach architektonicznych są prowadzone zajęcia z zakresu historii architektury.

## Filozofia ruchu
Podstawowym założeniem „współczesnego historyzmu” jest to, że nie ogranicza się on do klasycystycznej architektury i że nie jest to styl sam w sobie, lecz jest niejako sposobem podnoszenia budownictwa i architektury do rangi sztuki. Klasyczny budynek wykorzystuje imitację wyrażania architektonicznej prawdziwości, która nie jest tożsama z okolicznościami jego budowy, a zatem tym co pozwala odkryć jego piękno nie jest oryginalność i styl, ale obchodzenie się z tradycyjnymi formami, które są jego środkiem wyrazu. Zawsze też klasyczne budynki stanowią różnicę między sferą publiczną i prywatną obojętnie w jakich warunkach są budowane – miejskich czy wiejskich.
Architekci projektujący w duchu „nowego klasycyzmu” podkreślają również świadomość zrównoważonego rozwoju, celem jest stworzenie trwałych i dobrze wykonanych pod kątem jakości budynków przy efektywnym wykorzystaniu zasobów naturalnych.
W obiegowej mowie na przykład na portalach czy forach internetowych stosowane jest określenie współczesny historyzm) to współczesny ruch w architekturze, który kontynuuje praktykę architektury klasycznej i tradycyjnej. 
Na przełomie XX i XXI wieku zaczęto projektować i budować budynki w tym stylu niejako w odpowiedzi na dominujące wtedy modernistyczne i inne poklasycystyczne kierunki architektury.

## Organizacje zajmujące się ruchem
Różne organizacje angażują się w popularyzowanie ogólnej wiedzy o cechach architektury klasycznej oraz projekty edukacyjne związane z tym rodzajem architektury. Mają one zasięg krajowy lub regionalny – i mogą występować na przykład w formie grup obywateli działających na rzecz poprawiania wizerunku miasta poprzez budowę utrzymanych w klasycznym stylu budynków w okolicach historycznego centrum miasta.

## Przykłady
Przykłady współczesnych budynków zbudowanych w klasycznym stylu

### Chiny

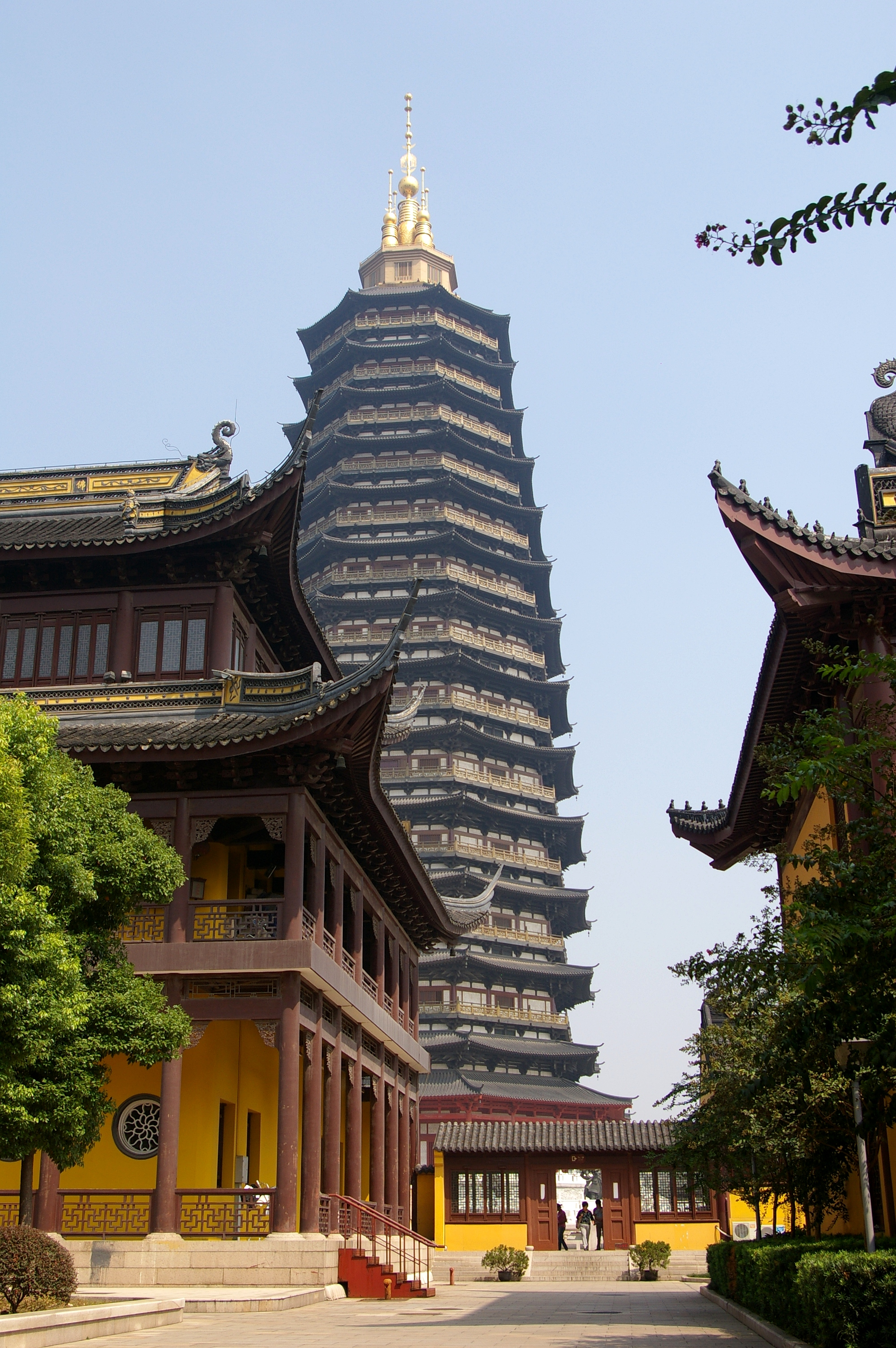
Świątynia Tianning w Changzhou (2002–2007)

### Bliski wschód

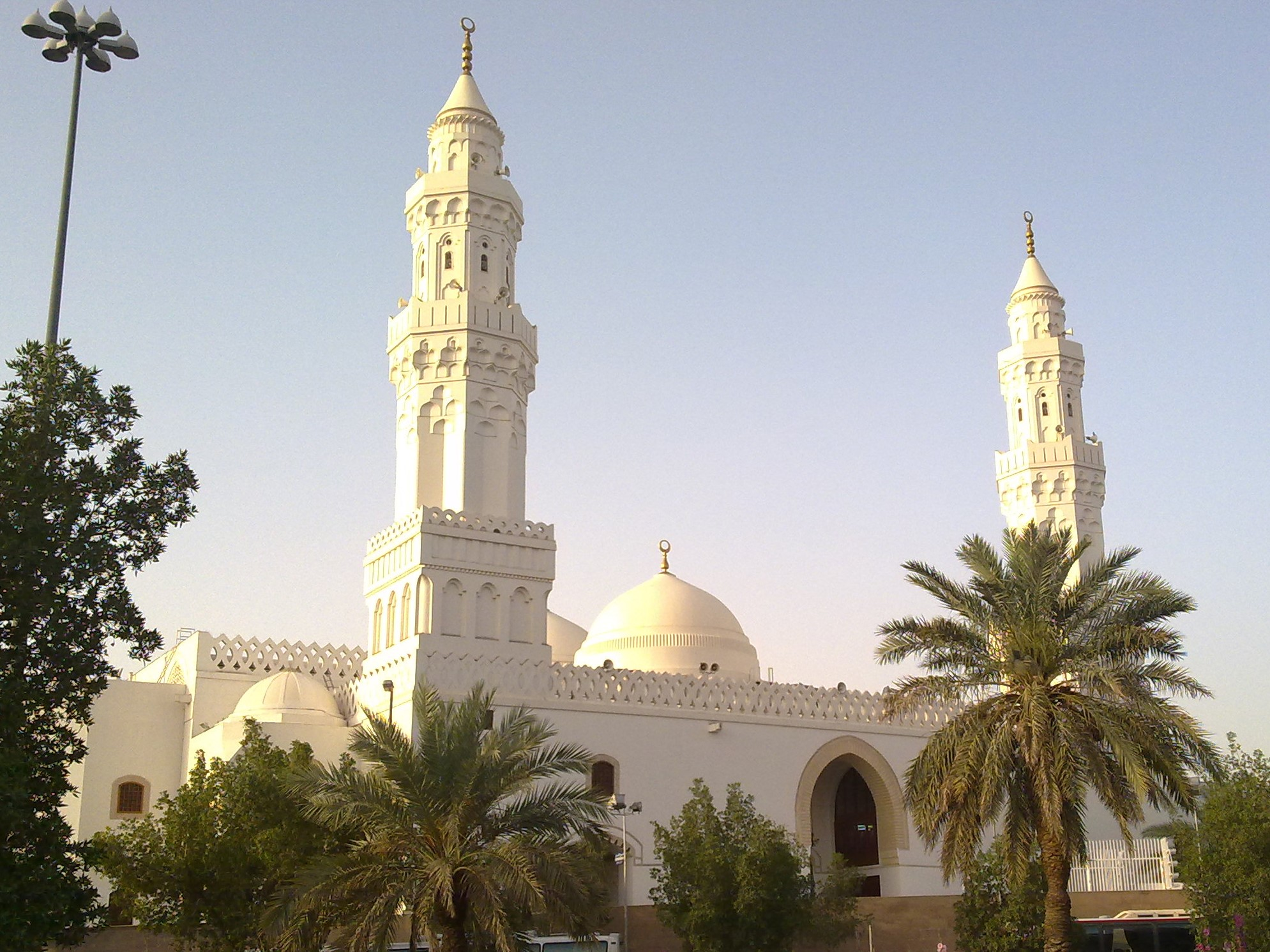
meczet al-Qiblatain, Medyna, Arabia Saudyjska (Abdel-Wahed El-Wakil, ukończony w 1980)

### Europa

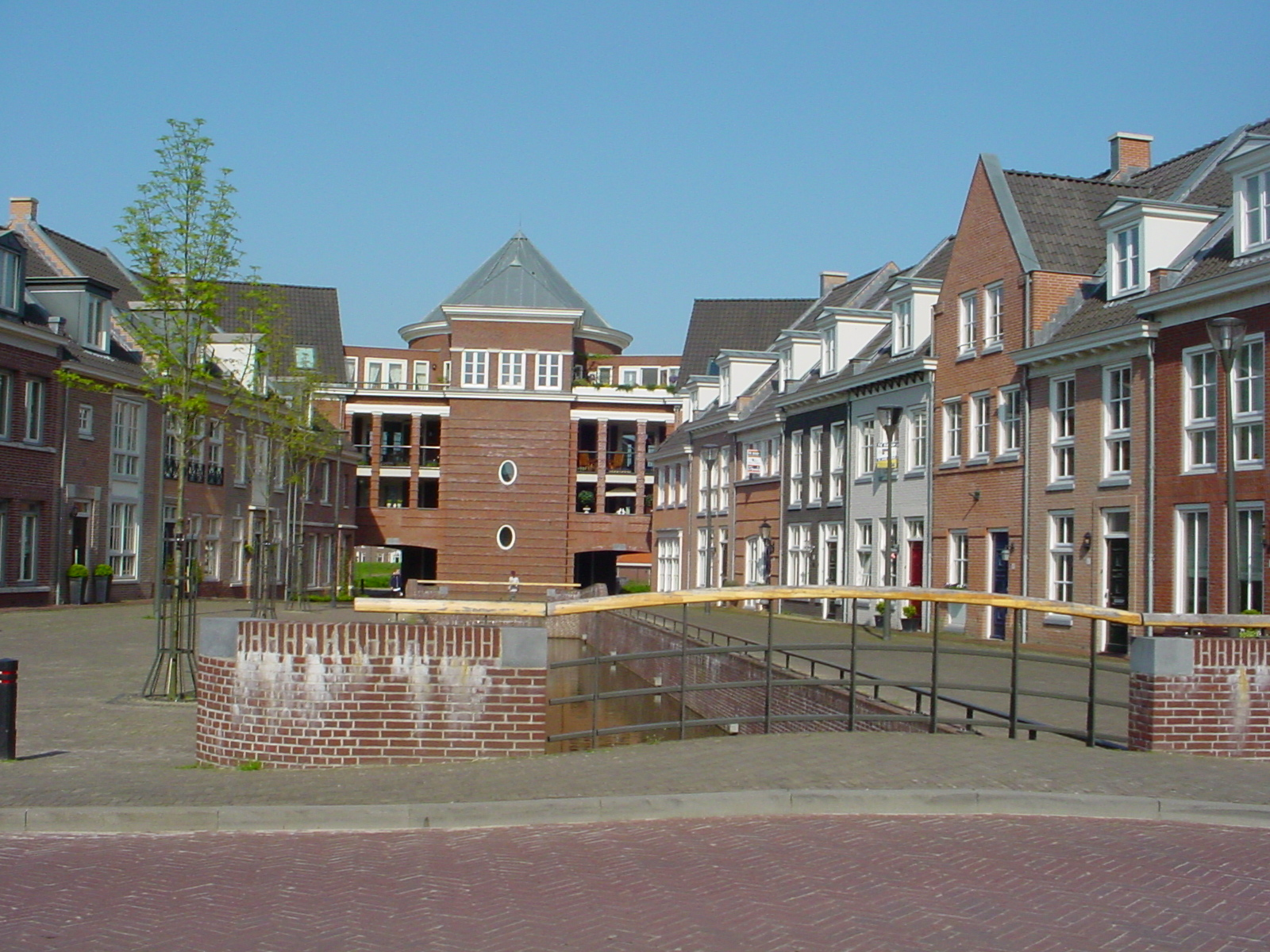
Brandevoort, Holandia
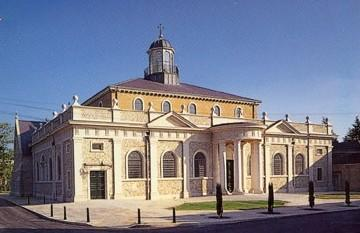
Brentwood Cathedral, Anglia Quinlan Terry
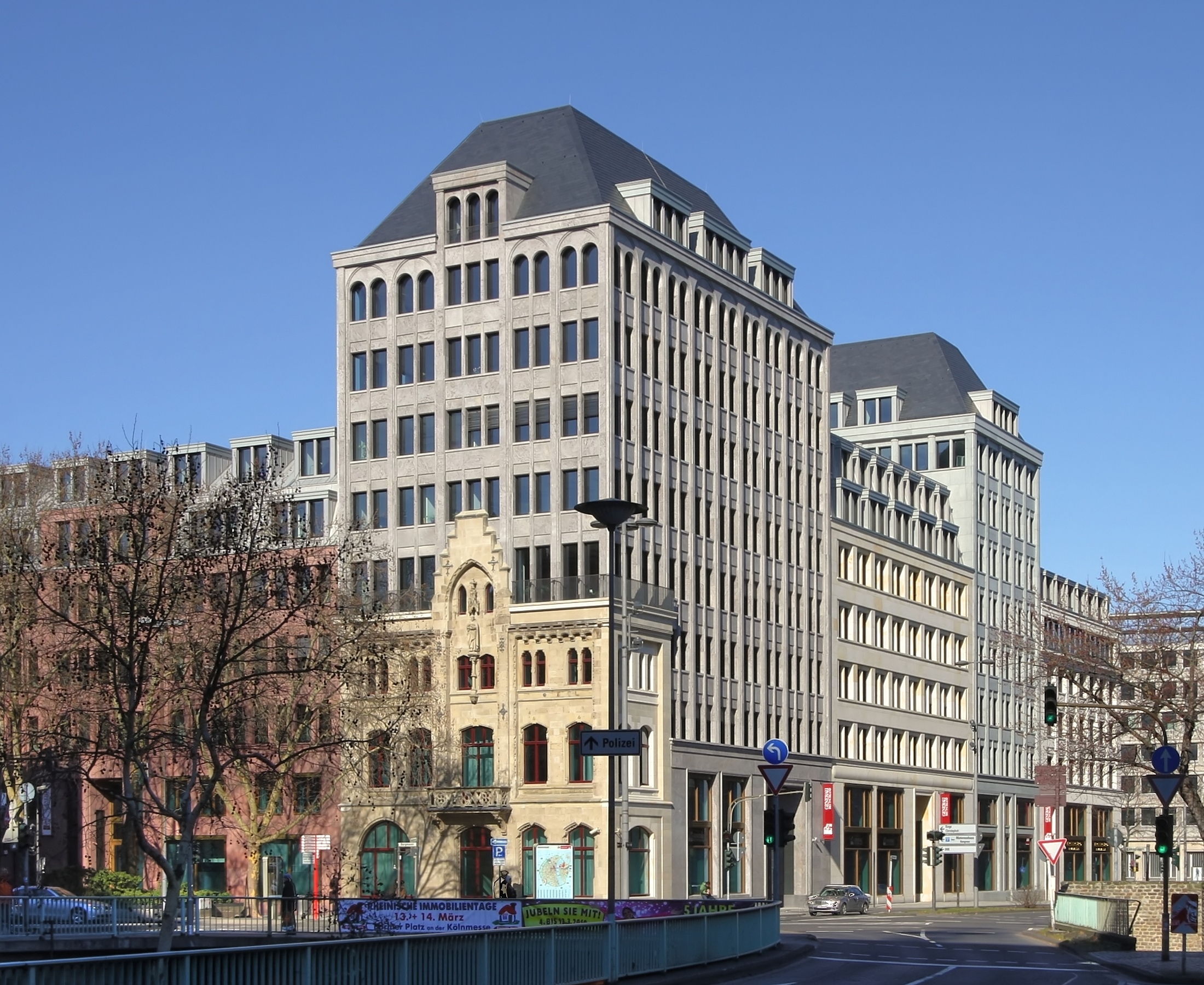
Kolonia, Niemcy – Dominium Hans Kollhoff
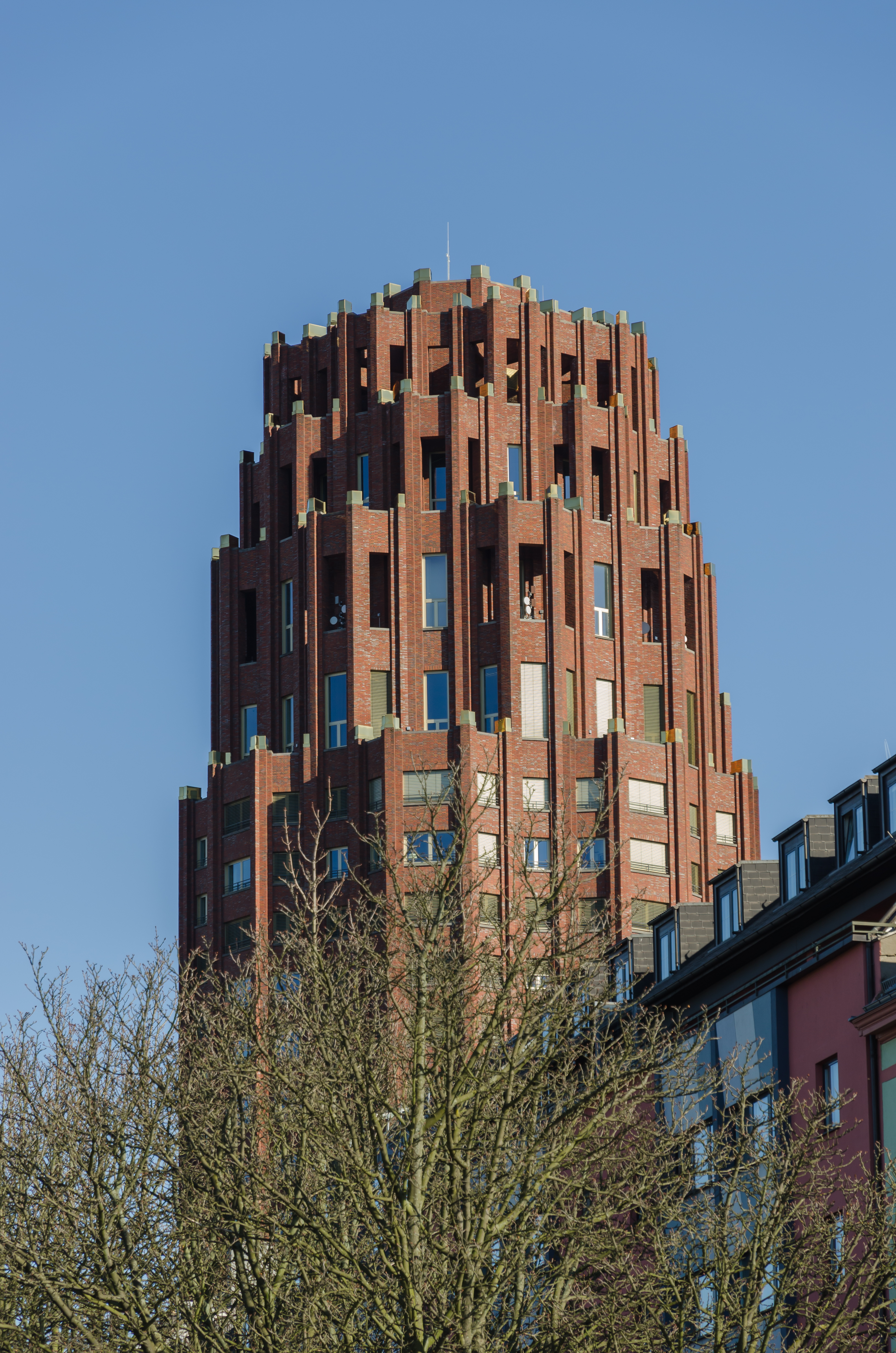
Frankfurt nad Menem, Niemcy – Main Plaza Hans Kollhoff
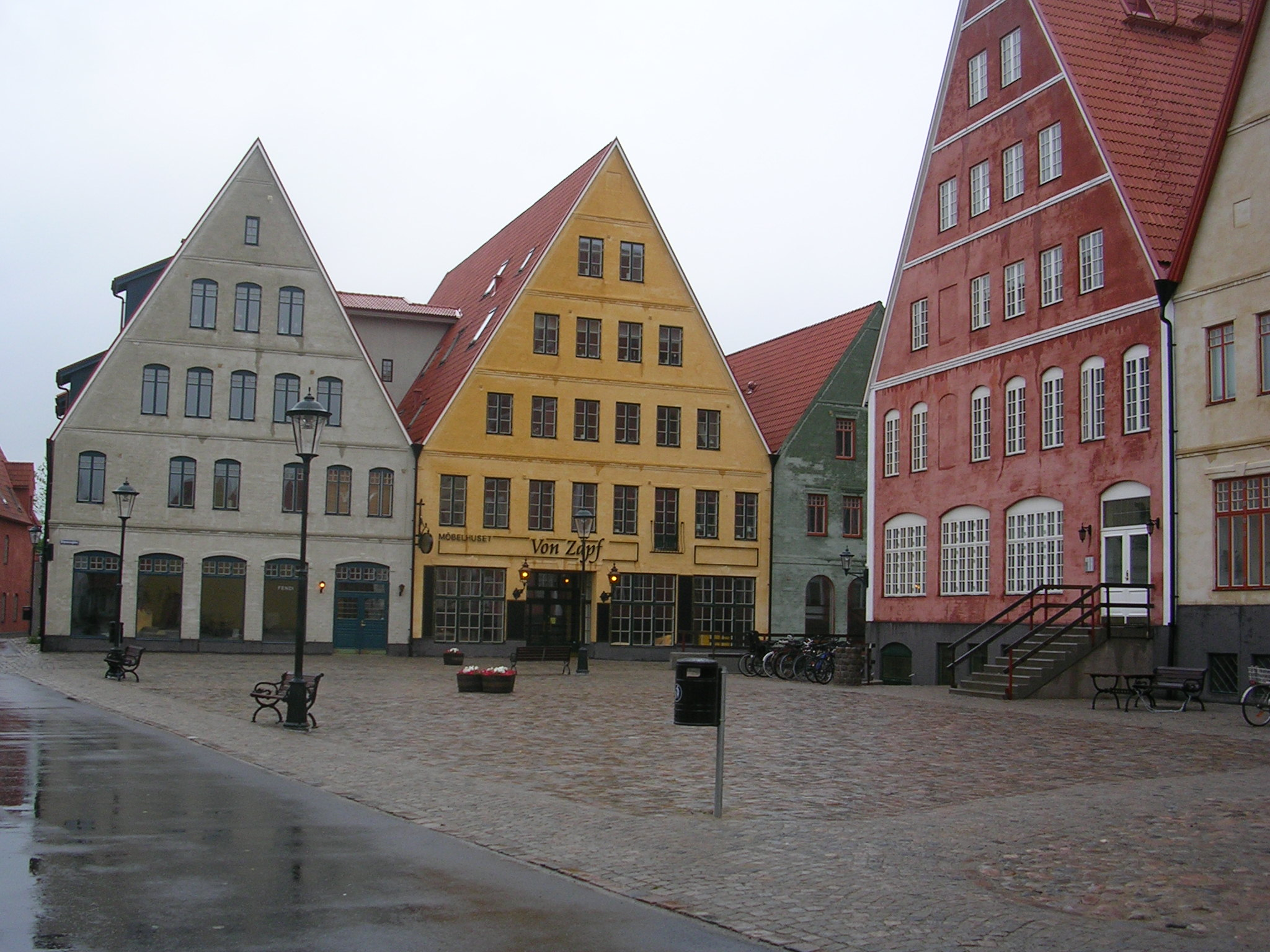
Jakriborg, Szwecja
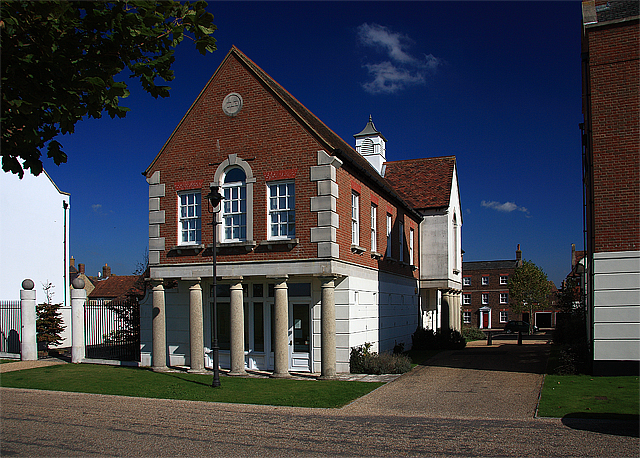
Poundbury, Anglia

### Stany Zjednoczone

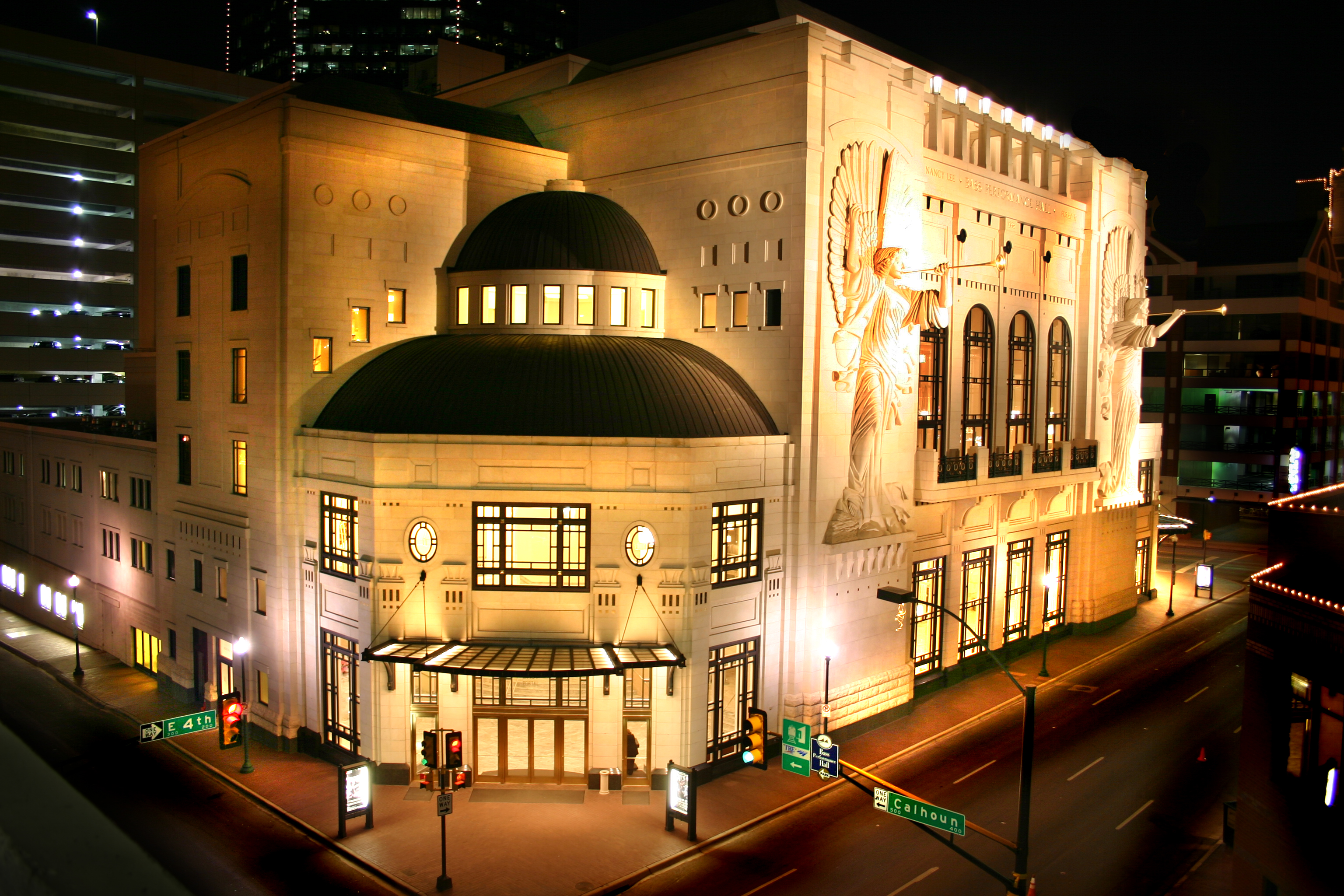
Nancy Lee and Perry R. Bass Performance Hall, Fort Worth, Teksas (David M. Schwarz, 1998)
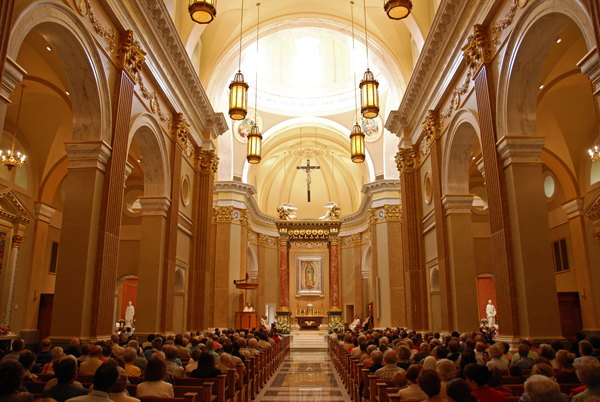
Shrine of Our Lady of Guadalupe, La Crosse Wisconsin (Duncan G. Stroik, 2004–2008)